# Weid (Ulster)
Die Weid, auch Weidbach genannt, ist ein gut 10 km langer, orographisch rechtsseitiger Nebenfluss der Ulster in der Rhön. Sie entspringt in der Verwaltungsgemeinschaft Hohe Rhön, Landkreis Schmalkalden-Meiningen, Thüringen, und hat dort ihren Ober- und Mittellauf, bis der Unterlauf auf der Gemarkung der Stadt Tann, Landkreis Fulda, Hessen, in die Ulster mündet.

## Name
Das Gewässer wurde erstmals im Jahr 836 als Uueitaha schriftlich erwähnt. Der Name bedeutet „Fluss, an dem die Färbepflanze Waid wächst“.

## Verlauf
Die Weid entspringt am Westhang des Ellenbogen im Norden der Langen Rhön (Teil der Hohen Rhön) auf etwa 765 Metern Höhe und fließt zunächst in Richtung Norden, wo sie bald in die Auersberger Kuppenrhön (Teil der Kuppenrhön) eintritt, über Oberweid nach Unterweid. Danach wendet sie sich nach Nordwesten, wo sie die Landesgrenze nach Hessen überquert und über Hundsbach-Herdathurm Wendershausen erreicht, wo sie auf etwa 365 Metern über NN in die Ulster mündet.
Auf ihren 10,3 Kilometern Lauf überwindet sie einen Höhenunterschied von 400 Metern, was dem vergleichsweise hohen mittleren Sohlgefälle von fast 40 ‰ entspricht.

## Einzugsgebiet und Zuflüsse
Trotz ihres geringen Einzugsgebietes von nur 36,7 km² ist die Weid nach der mit 70 % mehr Einzugsfläche ausgestatteten Taft bei einem Abfluss (MQ) von 539 gegenüber 571 l/s der wasserreichste Ulster-Zufluss. Dies ist vor allem durch ihren Verlauf an der Luvseite der zentralen Rhön begründet, während die Taft und andere linke Ulster-Zuflüsse sich an der Leeseite der westlichen Rhön befinden und nur wenig von Steigungsregen betroffen sind. Auch die absoluten Höhenunterschiede, die sich nicht zuletzt im Sohlgefälle (s. o.) niederschlagen, tragen dazu bei.
Nur zwei Nebenflüsse sind von gewisser Bedeutung:
- der in Unterweid von Norden bzw. rechts mündende Fischbach (auf Karten zuweilen ebenfalls mit Weid gekennzeichnet - 4144-2; 3,0 km, 4,8 km²), der zuvor Hundsbach-Kleinfischbach passiert hat
- der südlich von Hundsbach von Süden bzw. links mündende Mühlbach (4144-4; 7,1 km, 9,1 km²), der zuvor Hilders-Simmershausen und den Hundsbacher Unterortsteil Dippach passiert hat

Alle anderen Weid-Zuflüsse erreichen nur Längen von weniger als 2 Kilometern und entwässern für sich gesehen je nur sehr kleine Areale.